# Filtraggio stateful dei pacchetti
In informatica, nell'ambito di un firewall, il filtraggio stateful dei pacchetti (stateful packet filtering o stateful inspection) è un metodo di filtraggio dei pacchetti capace di assicurare un controllo degli scambi, cioè di tenere conto dello stato dei vecchi pacchetti di rete per applicare le regole di filtraggio in modo che l'insieme dei pacchetti trasmessi durante la connessione saranno implicitamente accettati dal firewall. Tale sistema è stato ideato per porre rimedio alla carenza implicita nel filtraggio semplice ove non è possibile prevedere le porte da lasciare aperte o da vietare. Un firewall di tipo stateful inspection, tiene traccia di alcune relazioni tra i pacchetti che lo attraversano, ad esempio ricostruisce lo stato delle connessioni TCP, permettendo ad esempio di riconoscere pacchetti TCP malevoli che non fanno parte di alcuna connessione. Spesso i firewall di questo tipo sono in grado anche di analizzare i protocolli che aprono più connessioni (ad esempio FTP), inserendo nel payload dei pacchetti informazioni di livello rete e trasporto, permettendo così di gestire in modo puntuale protocolli di questo tipo.